# Franco Di Trocchio
Franco Di Trocchio (1948) è un attore italiano.

## Biografia
Recitò, tra il 1956 e il 1964, in sette film come attore bambino. Mario Monicelli lo incontrò in una borgata di Roma e intuì che il suo carattere spontaneo e la sua carica vitale gli avrebbero permesso di recitare. Lo chiamò nel 1956 infatti per il suo film Padri e figli e, nello stesso anno, per Il medico e lo stregone, nel quale recitò a fianco di Vittorio De Sica e Marcello Mastroianni.
Lavorò anche - nella parte del piccolo Remo - accanto ad Alberto Sordi ne Il vigile di Luigi Zampa, dove ha il ruolo del figlio del protagonista.

## Filmografia
- Il medico e lo stregone, regia di Mario Monicelli (1957)
- Padri e figli, regia di Mario Monicelli (1957)
- La legge è legge, regia di Christian-Jaque (1957)
- Peppino, le modelle e... "chella llà", regia di Mario Mattoli (1957)
- Tutti innamorati, regia di Giuseppe Orlandini (1958)
- Il vigile, regia di Luigi Zampa (1960)
- La vendetta di Spartacus, regia di Michele Lupo (1964)